# Sangalkam
Sangalkam est une localité et une commune, chef-lieu d'arrondissement du Sénégal située à l'entrée de la presqu'île du Cap-Vert, à proximité de Rufisque, à une trentaine de kilomètres de Dakar.

## Géographie
La localité est située à 9 km au nord du chef-lieu de département Rufisque par la route régionale R10. Les localités les plus proches sont Medina Tioub, Niaga, Ngueundouf, Ndiekhirat Ndlobene, Ndiekhirat Peul et Ndiekhirat Digue. Le lac Rose se trouve à proximité sur le territoire de l'ancienne communauté rurale de Sangalkam.

## Histoire

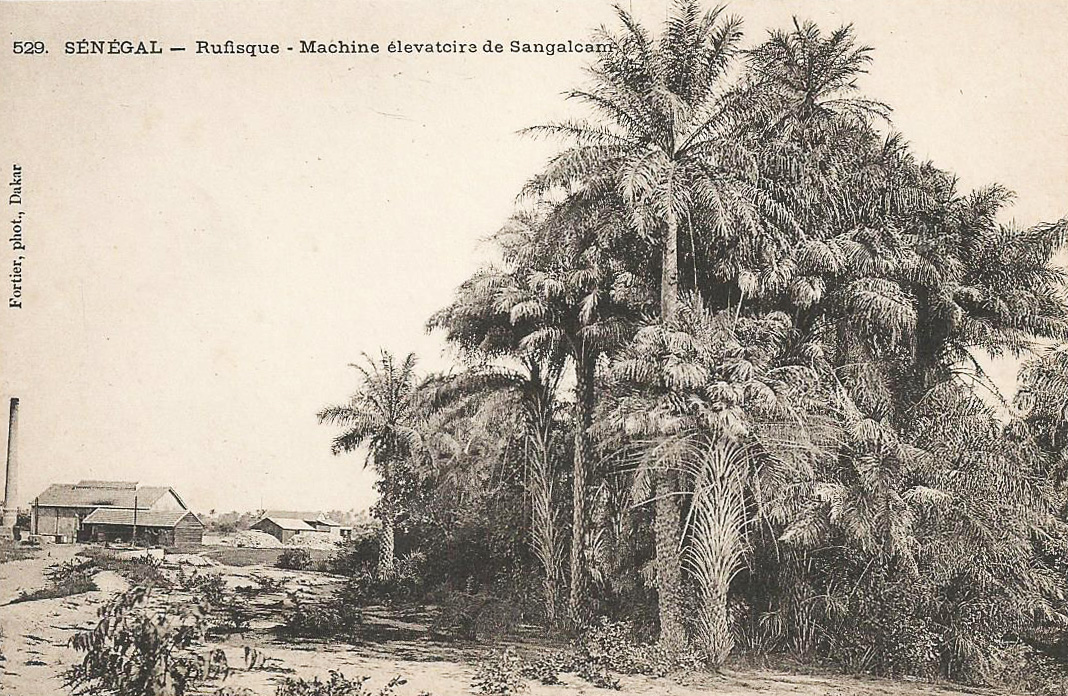
Machine élévatoire de Sangalkam.

En 1984 est instaurée la Communauté rurale de Sangalkam, elle compte alors 33 villages. Après le découpage administratif de 2011, la localité est érigée en commune et conserve 3 villages.

## Administration
Sangalkam ancienne communauté rurale du département de Rufisque (région de Dakar) est érigée en commune depuis 2011, elle compte trois villages : Sangalkam, Ndiakhirate et Noflaye.

## Population
En 2003, Sangalkam comptait 4 191 habitants et 463 ménages.

## Économie

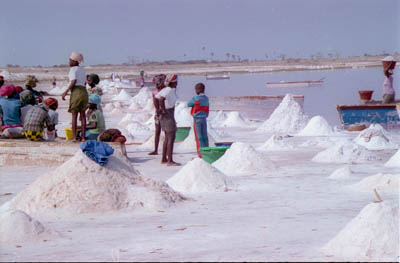
Exploitation du sel au lac Rose

Le sel est exploité aux abords du lac Rose.
La proximité du lac, mais aussi celle du Village des tortues (Centre de protection des tortues du Sénégal), favorise le développement du tourisme dans la région.
Depuis fin 2015, une importante usine de transformation de produits halieutiques est installée à Sangalkam, l'entreprise Atlantic Seafood issue d'investissements russes a pour ambition d'atteindre 600 emplois.

## Personnalités
- Ndoye Douts (1973-2023), artiste plasticien, est né à Sangalkam.